# بردبو
بردبو (به انگلیسی: Bredbo) یک شهرک در استرالیا است که در نیو ساوت ولز واقع شده‌است.